# Rue de la Monnaie (Strasbourg)
Pour les articles homonymes, voir Rue de la Monnaie.
La rue de la Monnaie (en alsacien : Muenzgass) est une rue de Strasbourg, située entre le centre-ville et l'entrée du quartier historique et touristique de la Petite France. Elle relie la rue des Dentelles à la place Saint-Thomas. 

## Toponymie

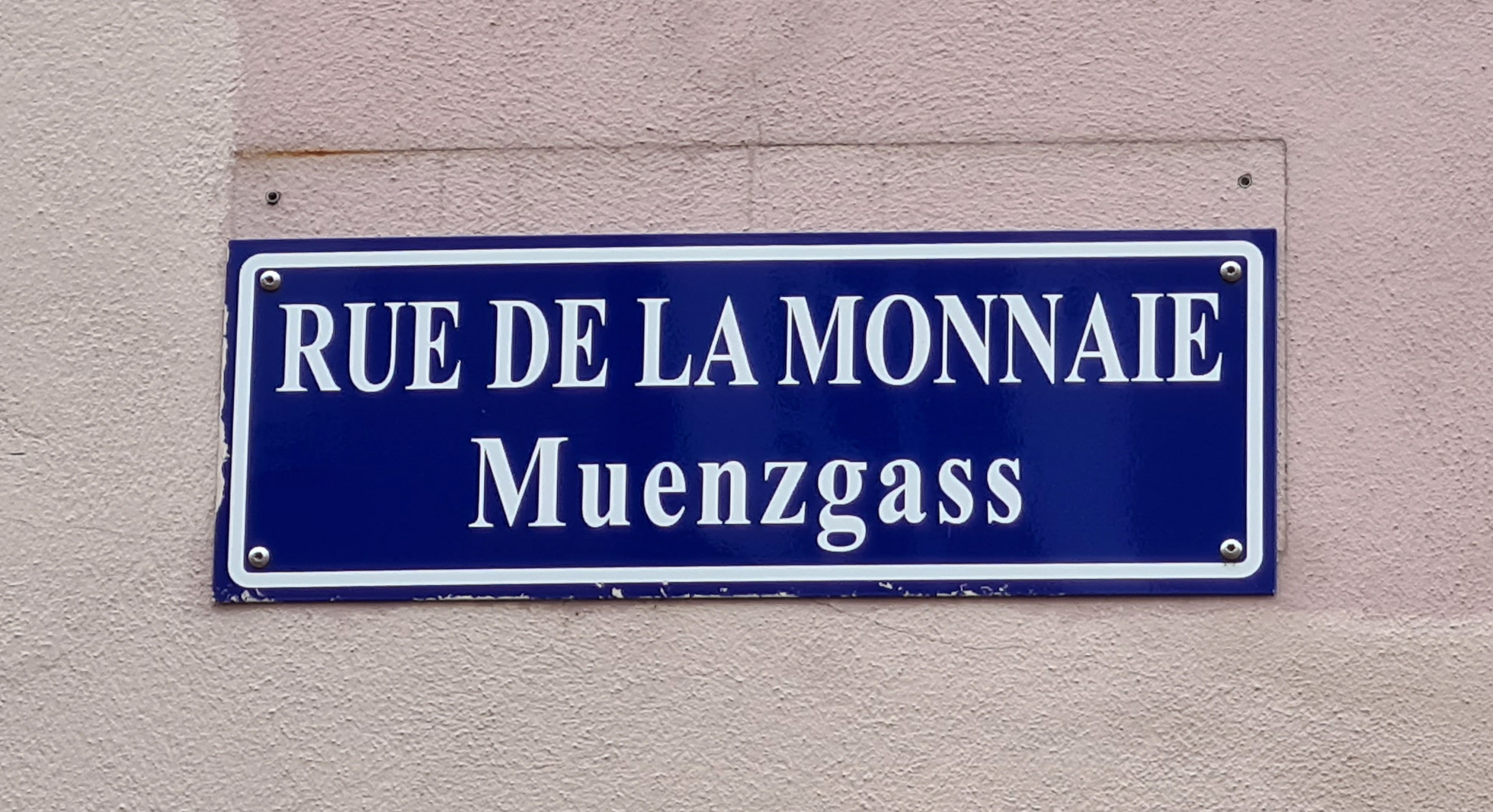
Plaque bilingue, en français et en alsacien.

Elle doit son nom à l'ancien hôtel de la Monnaie, dans lequel la république de Strasbourg frappait librement ses pièces jusqu'en 1681, mais l'histoire de cette rue est commune avec celle de la place Saint-Thomas (Thomasplatz) jusqu'en 1820. En 1823, 1918 et 1945, elle est nommée « rue de la Monnaie ». En 1872 et 1940, elle est renommée « Münzgasse ».
Des plaques de rues bilingues, à la fois en français et en alsacien, sont mises en place par la municipalité à partir de 1995. C'est le cas de la Muenzgass.

## Histoire

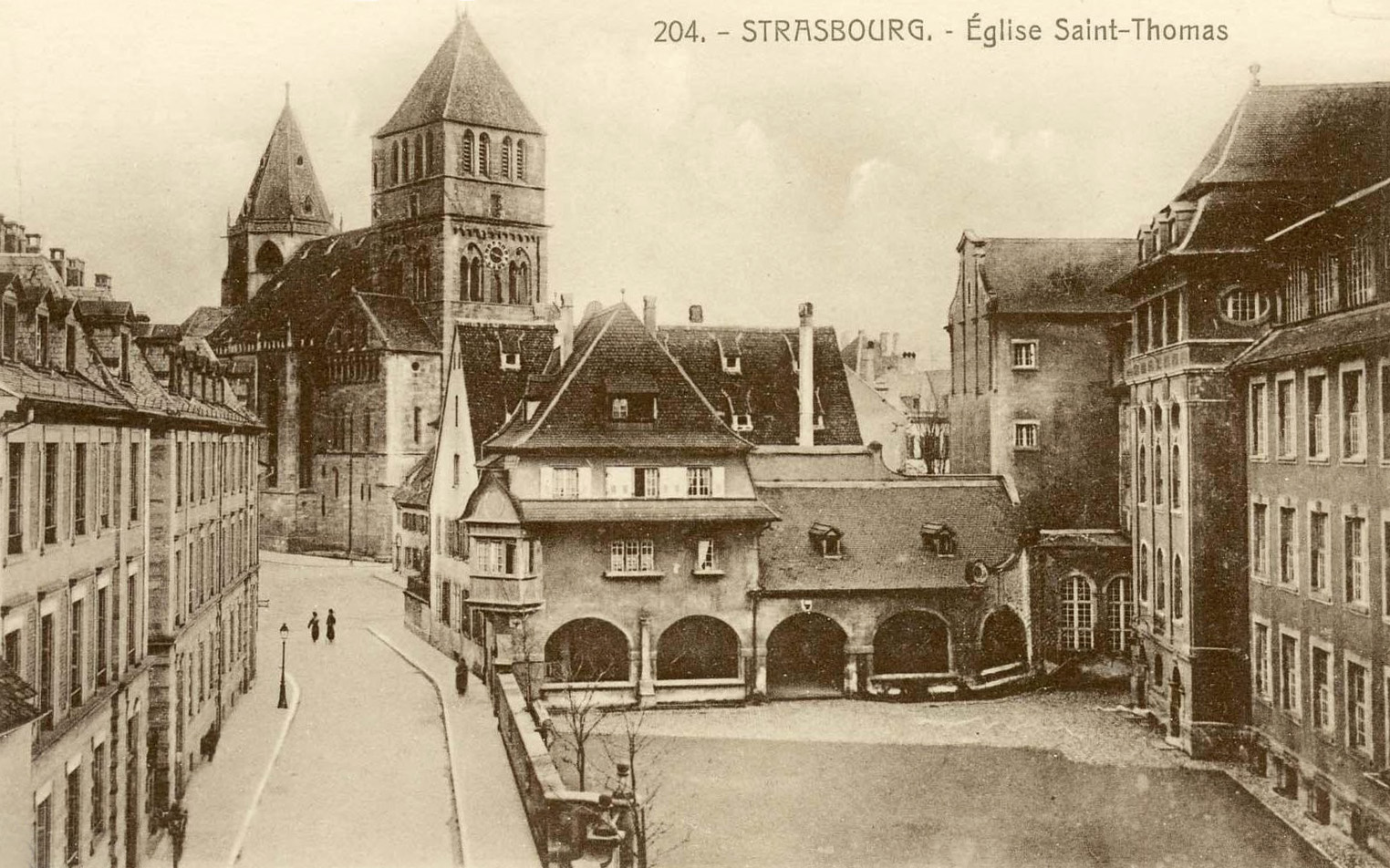
La rue en 1922 (carte postale).

Le no 2 est occupé par l'école Saint-Thomas, construite en 1904 par Fritz Beblo. Ce vaste bâtiment ocre emprunte oriel, pignons à volutes et tourelles d'angle à l'architecture Renaissance germanique, mais s'inspire aussi du XVIIIe siècle français.
Cet emplacement fut d'abord occupé par l'hôtel de la Monnaie. Dès 1687, l'Intendant royal pour la province d'Alsace et son administration s'y installent, mais, en 1755, ils quittent cette résidence pour l'hôtel de Klinglin. Les services de la Monnaie royale prennent alors possession des lieux.
Après l'annexion de 1870, l'administration allemande y loge la direction des contributions et la recette générale. En 1902, la nouvelle municipalité rachète les bâtiments, les fait démolir pour construire l'école. Quelques vestiges en subsistent.

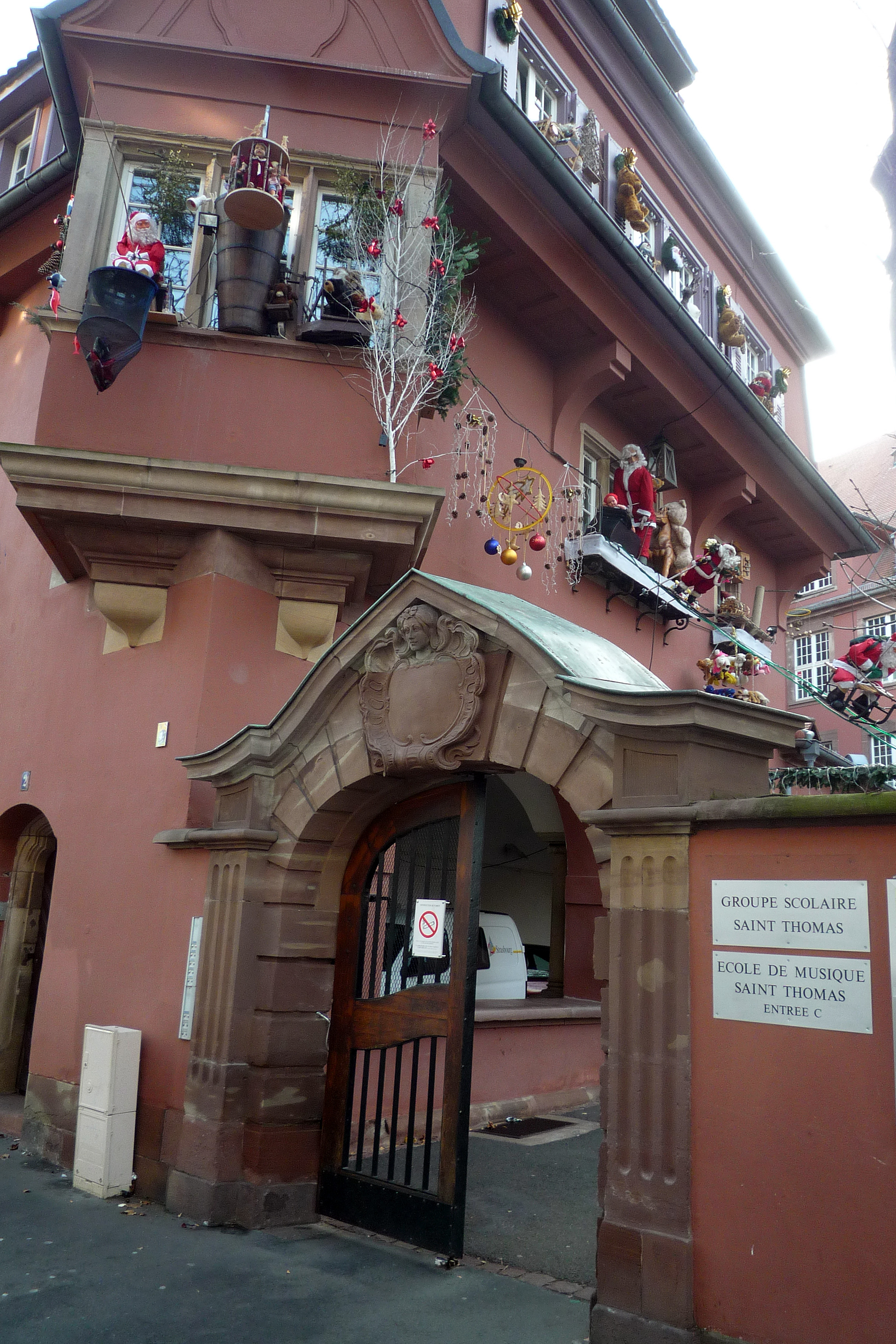
Portail de l'école Saint-Thomas.
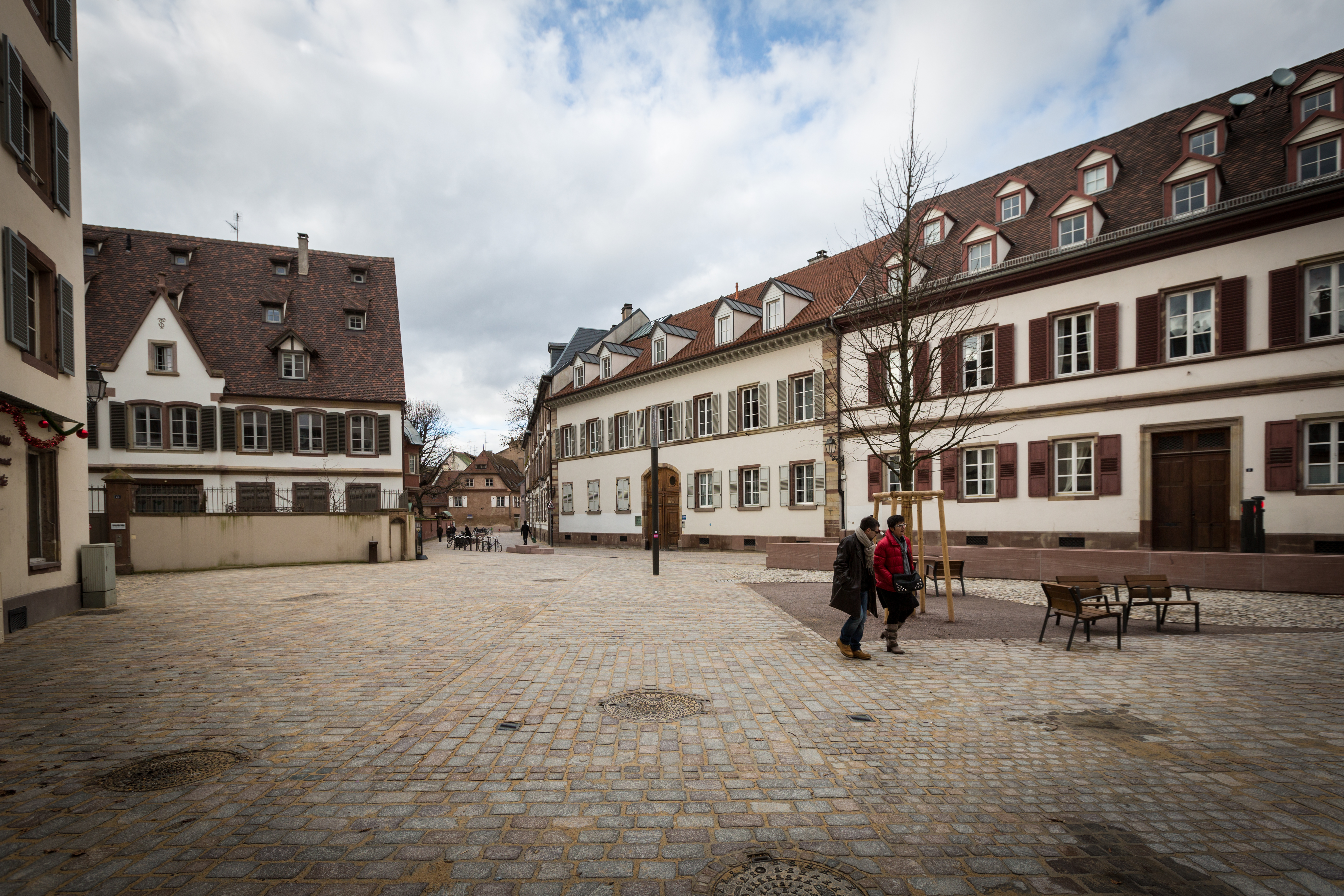
Accès à la place après les travaux de rénovation de 2013.